# Spinnup
Спинап (швед. Spinnup) је дигитални музички дистрибутивни сервис у власништву Јуниверсал мјузик груп. Основан је 2013. године у Шведској. Спинап је пријављена дистрибутивна платформа која нуди услугу сакупљања музичара и извођача који нису потписани са главним издавачким кућама како би могли да дистрибуирају своју музику широм света путем мрежних продавача, као што су Дизер, Спотифај, Ајтјунс, Епл мјузик, Тајдал, Непстер, Амазон мјузик и Гугл плеј.
Као Јуниверсал мјузик компанија, кључна карактеристика Спинапа је могућност да помогне независним извођачима да буду потписани са Јуниверсал мјузик кућама. До јуна 2019. године, 58 Спинап извођача је пронађено и потписано за ЈМГ куће.